# The Sims 2: Bon Voyage
The Sims 2: Bon Voyage (objavljen kao The Sims 2: World Adventure u nekim regijama) je šesta ekspanzija objavljena u The Sims 2 seriji PC igara. Objavljena je 4. rujna 2007. u Sjevernoj Americi i 6. rujna 2007. u Europi za Microsoft Windows operativne sustave. Za Mac OS X operativni sustav, izdan je 17. prosinca 2007. Aspyr Media. To je ekspanzija koja se fokusira uglavnom na putovanje, slično kao i The Sims: Vacation ekspanzija za originalnu igru. Prva ekspanzija za The Sims 3, pod nazivom The Sims 3: World Adventures, je “re-imagining” na ovu temu putovanja i istraživanja. 

#### Opis
Postoje tri destinacije za odmor u Bon Voyage: Three Lakes (šumovit kraj), Takemizu Village (Daleki Istok) i Twikkii Island (plaže). Igrač može odabrati jednog Sima, ili grupu na odmor na jednom od tih područja. Dok su na odmoru, Sims ne moraju raditi ili ići u školu. 
Svaka destinacija ima svoju tajnu koje se mogu naći uzimajući tajne karte. Jedan od načina na koji igrač može dobiti kartu je kopanje po terenu. Igrači također mogu stvoriti prilagođena odredišta ili kupiti kuće za odmor. Postoje mnoge nove NPC uključujući nindže, gusare, plesačice, lokaln kuhare, razno osoblje hotela, itd. Simljani mogu naučiti različite stvari kao što su plesovi, masaža i geste od mještana na odmor. 
Tu su i ture koje Simsi mogu ići dalje. Slučajnost kartice mogu biti odgovori koji određuju ishod turneje. Tu su i nekoliko suvenira koji Simsi mogu kupiti koji su različiti za svaki godišnji odmor. Nova neobičnost u The Sims 2 Bon Voyage je “Bigfoot”, a on je u mogućnosti da se preseli sa Simljanima. Nakon povratka kući s uspješnog odmora, Simljanin može dobiti neke bonuse privremeni odmor, kao dodatnu želju, ili poboljšano obavljanje posla. Manje uspješan odmor može uzrokovati jet lag umjesto. Opcija pod nazivom " Real Estate ", može biti izabrana i Simljanin može kupiti odmor u destinaciji po vlastitom izboru.

#### Plaže
Plaže pružaju novi niz Sim interakcija kao što je " comb for shells (češalj za školjke)" ili " build a sand castle (izgraditi dvorac od pijeska)" ili čak "Get in (ući)", kako bi se okupali u oceanu, a opcija " sunbathe (sunčati se)", može osunčati ili spaliti Simljanina. Igrači također mogu staviti plaže u susjedstvo. Neki hoteli su smješteni na plažama. 

#### Šumovit kraj
Drugo područje na raspolaganju je Woodlands, koja je slična kampiranju. Sims može kampirati ili ostati u drvenom domu (a wooden lodge ). Simljani mogu također sjediti oko logorske vatre ili otići na log jahanje. Sims koji pronađe tajnu kartu može otkriti tajnu Bigfoot, prilikom posjete "tajno mjesto". 

#### Daleki Istok
Daleki istok omogućava da Sims iskustvo istočne kulture. Na lokaciji Dalekog istoka, Simsi mogu igrati Mahjong, dobiti masaže i piti čaj u posebnim tablicama. Sims čak može vidjeti i ninje može naučiti umijeće teleportacije. Oni mogu susresti neke od mještana i naučiti kako se klanjati. 

#### Alati i objekti
Dvije nove vrste krovova su uključeni, to su pagode i zakrivljen rub krova. Tu su i azijski-stil prozora, vrata i pozadina. Neki novi objekti uključuju stol za masažu, vruća vrela, tropske, planine i lišće Dalekog istoka, sauna, šator, viseća itd.  Tu je i nekoliko novih frizura i odjeće koje uključuju kimona, hula suknje itd. Simljani mogu također dobiti nakit poput satova, naušnica, narukvice i piercing za nos za vrijeme “Create-A-Sim” i na odmoru. Svako mjesto za odmor daje Simljaninu novi nakit koji se može postaviti na svoju različitu odijeću. 

#### Ostalo
Simljani mogu slikati ili snimati na odmoru. Igrač također može šetati na druga mjesta umjesto vožnje autom ili taksijem. Nove radio stanice iz ovog paketa uključuju: Lokalna glazba, world music, Big Band, a odmor tematske glazbe. Također je moguće stvoriti kapele za sklapanje braka i stvarati hotele za Simljane.